# Austroglossus microlepis
El lenguado austral oeste (Austroglossus microlepis) es una especie de pez de la familia Soleidae en el orden de los Pleuronectiformes.

## Alimentación
Los adultos comen gusanos, crustáceos, peces y moluscos.

## Distribución geográfica
Se encuentra desde las costas del norte de Namibia hasta False Bay (Sudáfrica).